# Estadio Nacional Universidad Complutense
Das Estadio Nacional Universidad Complutense, auch bekannt als Campo Central de la Ciudad Universitaria oder einfach El Central, ist ein Rugbystadion in der spanischen Hauptstadt Madrid. Die auf dem Hauptcampus der Universität Complutense Madrid gelegene Spielstätte wurde am 12. Oktober 1943 eingeweiht. Das Stadion dient der Spanischen Rugby-Union-Nationalmannschaft sowie den Vereinen CD Arquitectura und CR Cisneros als Heimstätte.

## Geschichte
Die Planungen für den Bau der Ciudad Universitaria (span. für „Universitätsstadt“), und somit auch des Rugbystadions, begannen am 17. Mai 1927, als der damalige König Alfons XIII. per Dekret den Bauauftrag erteilte. Die ursprünglich für 1936 erwartete Fertigstellung des Komplexes verzögerte ich jedoch durch den Ausbruch des Spanischen Bürgerkriegs. Das in Bau befindliche Universitätsgelände selbst war im November 1936 ein wichtiger Schauplatz der Schlacht um Madrid, die Frontlinie verlief während der größten Zeit der Belagerung der Stadt durch die Truppen Francisco Francos quer durch den Campus. Viele der fast fertiggestellten Bauwerke wurden dabei zerstört oder schwer beschädigt. Die feierliche Eröffnung der Sportanlagen und des Rugbystadions erfolgte erst am 12. Oktober 1943, am spanischen Nationalfeiertag. Die Architekten der Spielstätte waren Luis Lacasa Navarro (1899–1966), der den spanischen Pavillon auf der Weltausstellung in Paris gemeinsam mit Josep Lluís Sert erbaut hatte, ferner Javier Barroso Sánchez-Guerra sowie der bekannte Bauingenieur Eduardo Torroja Miret.
Neben diversen Universitätssportvereinen begann die Spanische Nationalmannschaft das Stadion ab 1952 als Heimstätte zu nutzen. Seither waren zahlreiche renommierte Auswahlen im Estadio Nacional zu Gast, um auf das Team der Iberer zu treffen. Am 20. November 1982 spielten die Spanier beispielsweise gegen die New Zealand Māori, im November 1989 war die zweite Nationalmannschaft Australiens zu Gast, mit Spielern wie John Eales, Jason Little, David Nucifora oder David Knox, die wenig später die Weltmeisterschaft gewinnen sollten. Im Januar 1992 spielte France XV, Frankreichs zweite Mannschaft mit der Rugbylegende Philippe Sella, im Estadio Nacional. Am 24. Oktober 1992 traf die Auswahl Argentiniens in einem Testspiel auf Spanien, das Match endete mit einem unerwartet knappen 34:43 zugunsten der Südamerikaner. Im Zuge der Qualifikation für die Weltmeisterschaft 1995 spielten die Spanier gegen den frischgebackenen Five-Nations-Gewinner Wales. Am 1. November 2001 wurde den Spaniern die Ehre zuteil, in einem Testspiel auf die Wallabies zu treffen, das 10:92 ist die bislang höchste Niederlage der Hausherren.

## Lage und öffentliche Verkehrsmittel
Das Stadion liegt in der Ciudad Universitaria, einem Campus im Stadtbezirk Moncloa-Aravaca im Westen der Stadt, auf dem sich diverse Einrichtungen der Universität Complutense Madrid, der Polytechnischen Universität Madrid und der Nationalen Fernuniversität befinden. Das Estadio Nacional ist Teil des Sportkomplexes Complejo Deportivo Zona Sur auf der Avenida Juan de Herrera, umringt von den Straßen Calle del Obispo Trejo und Calle de Martín Fierro. Das Stadion kann über die Metro-Linien 6 (Station Ciudad Universitaria) und 3 (Station Moncloa) sowie mit den Buslinien G, U, 46, 82, 83, 132, 133, 160, 161, 162 und N20 erreicht werden.

## Bilder

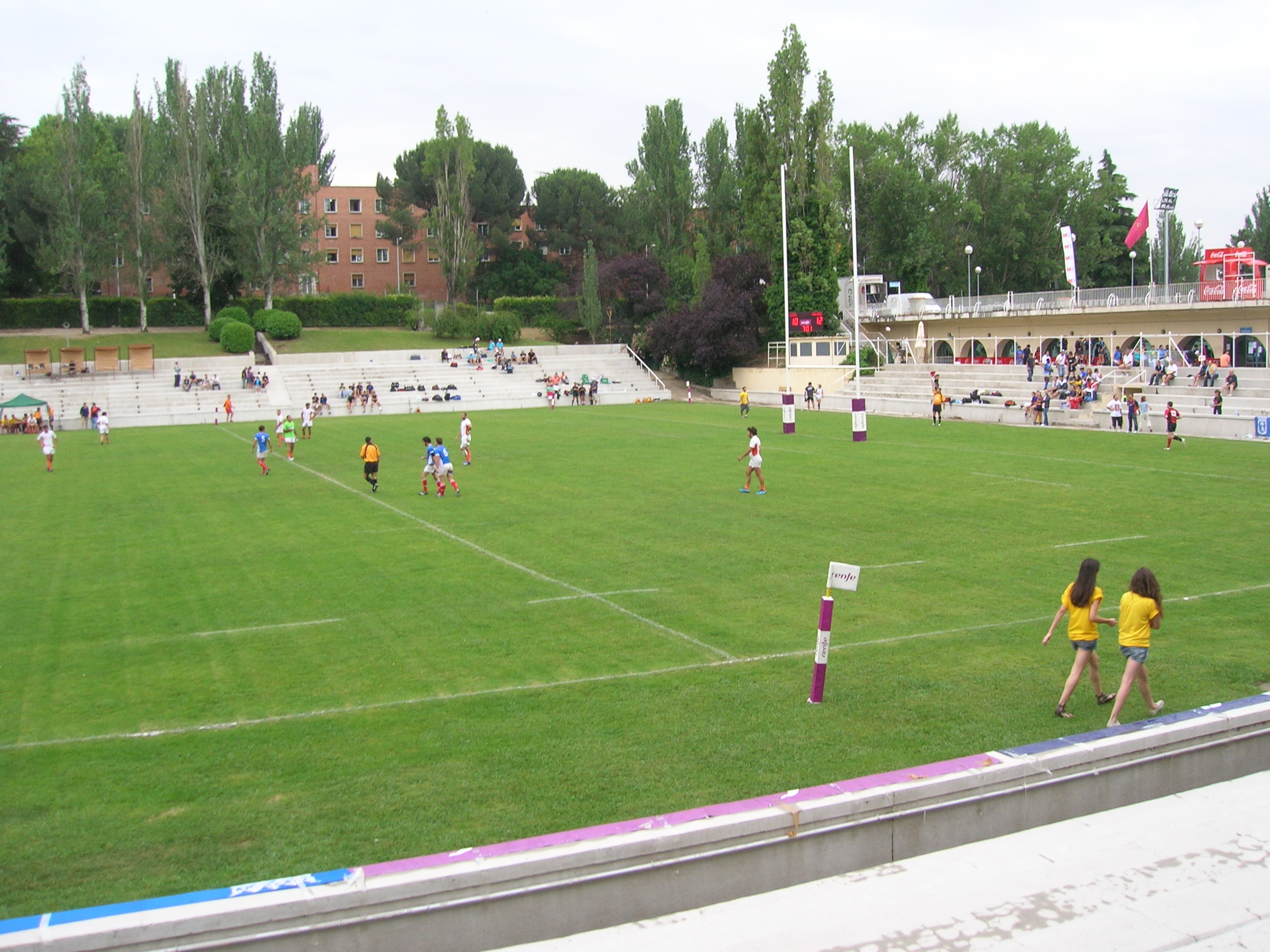
West- und Südtribünen
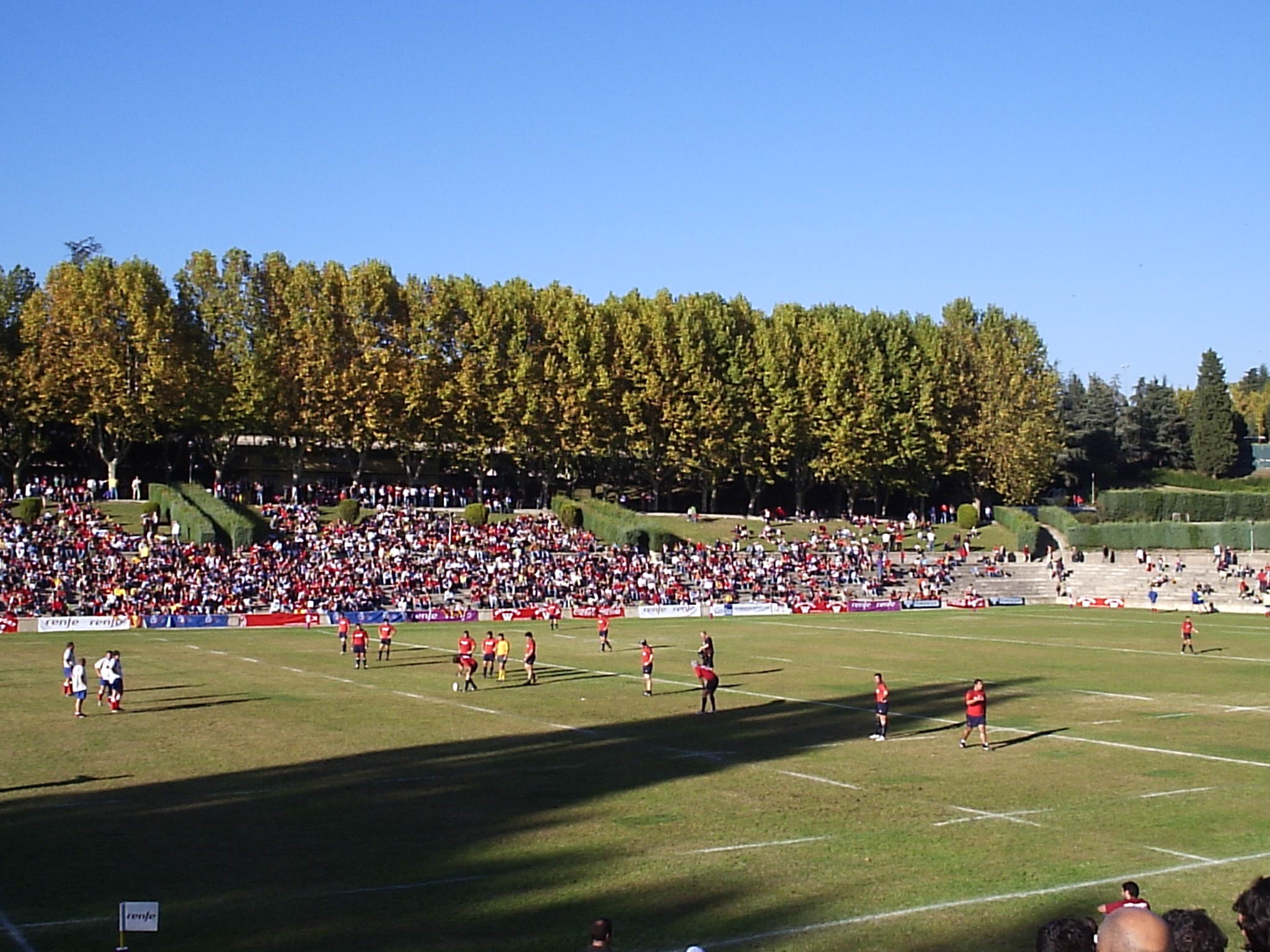
Nord- und Osttribüne
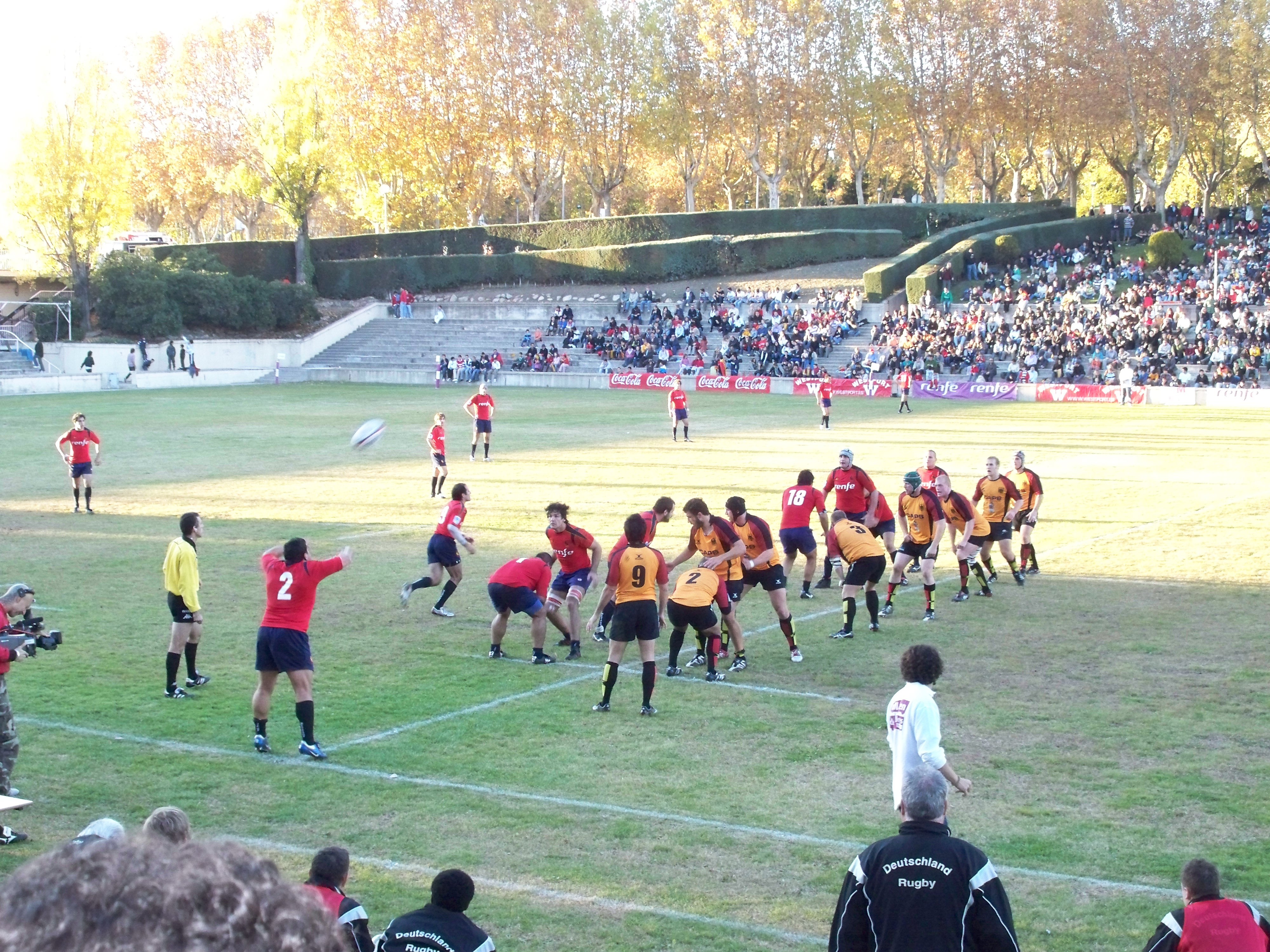
Gasse in einem Spiel Spanien – Deutschland
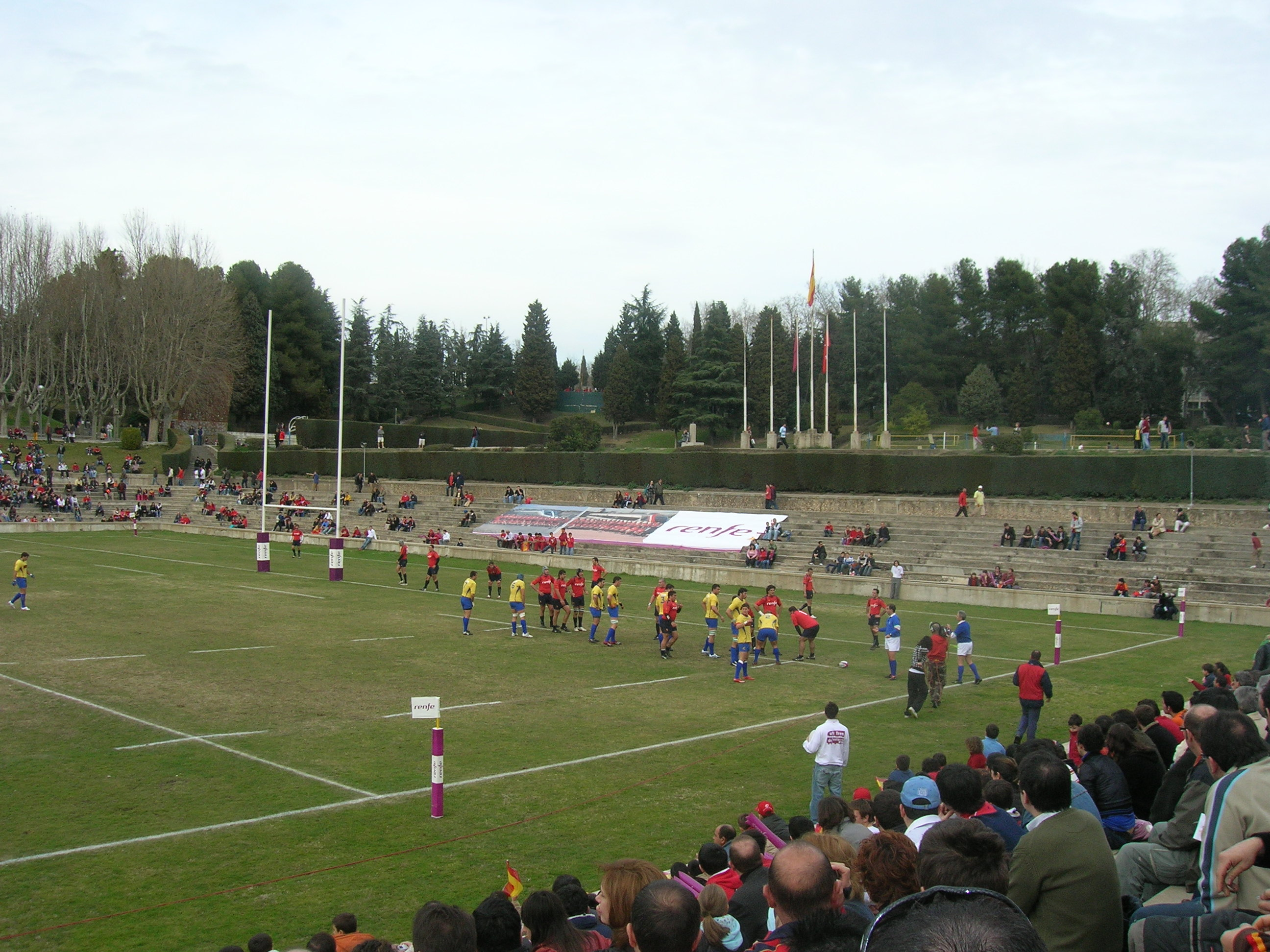
Osttribüne